# Collins (Ohio)
Collins es un lugar designado por el censo ubicado en el condado de Huron en el estado estadounidense de Ohio. En el Censo de 2010 tenía una población de 631 habitantes y una densidad poblacional de 52,7 personas por km².

## Geografía
Collins se encuentra ubicado en las coordenadas 41°15′15″N 82°28′57″O / 41.25417, -82.48250. Según la Oficina del Censo de los Estados Unidos, Collins tiene una superficie total de 11.97 km², de la cual 11.96 km² corresponden a tierra firme y (0.11%) 0.01 km² es agua.

## Demografía
Según el censo de 2010, había 631 personas residiendo en Collins. La densidad de población era de 52,7 hab./km². De los 631 habitantes, Collins estaba compuesto por el 97.78% blancos, el 0% eran afroamericanos, el 0.48% eran amerindios, el 0.16% eran asiáticos, el 0% eran isleños del Pacífico, el 0.32% eran de otras razas y el 1.27% pertenecían a dos o más razas. Del total de la población el 1.43% eran hispanos o latinos de cualquier raza.